# Ставрула Цолакиду
Ставрула Цолакиду (на гръцки: Σταυρούλα Τσολακίδου) е гръцка шахматистка и треньорка по шахмат, гросмайстор при жените от 2016 година и международен майстор от 2018 година.

## Биография
Родена е на 24 март 2000 година в македонския град Кавала, Гърция. Става част от националния отбор по шахмат на Гърция и е носителка на много международни награди. В 2013 година печели световния шампионат по шахмат за девойки до 14 години. В 2016 година става гросмайстор при жените и печели световния шампионат по шахмат за девойки до 16 години. В 2018 година става международен майстор.
В май 2018 година печели Отборното първенство за жени на Италия заедно с италианския отбор „Каиса Италия“, играейки две състезания и печелейки и двете.
Към април 2019 година Ставрула Цолакиду e на първо място в ранглистата за шахмат за жени в Гърция.